# پهنای طیفی
در مخابرات، پهنای طیفی (به انگلیسی: spectral width)، پهنای یک باند طیفی است، یعنی محدوده طول‌موج‌ها یا فرکانس‌هایی که در آن اندازه تمام مؤلفه‌های طیفی قابل‌توجه است، یعنی برابر یا بزرگتر از کسر مشخصی از بزرگ‌ترین دامنه.
در کاربردهای مخابرات فیبر نوری، روش معمول برای تعیین پهنای طیفی، پهنای کامل در نصف بیشینه (اِف‌دبلیواِچ‌اِم) است. این همان قراردادی است که در پهنای‌باند استفاده می‌شود، که به عنوان محدوده فرکانسی تعریف می‌شود که در آن توان کمتر از نصف (حداکثر ۳− دسی‌بل) کاهش می‌یابد.
روش اِف‌دبلیواِچ‌اِم ممکن است در مواردی که طیف شکل پیچیده‌ای دارد، کاربرد دشواری داشته باشد. روش دیگر برای تعیین پهنای طیفی، حالت خاصی از انحراف جذر میانگین مربعات است که در آن متغیر مستقل، طول‌موج، λ، است و f (λ) یک کمیت پرتوسنجی (radiometric) مناسب است.
پهنای طیفی نسبی، Δλ/λ، اغلب استفاده می‌شود که در آن Δλ طبق نکته ۱ به دست می‌آید و λ طول موج مرکزی است.